# Districtul Chora
Districtul Chora este un district al provinciei Uruzgan din Afghanistan. Reședința districtului este orășelul Chora, cu o populație de circa 3.000 de locuitori. Este un oraș rural fără nicio industrie dincolo de șeptel, agricultură și comercianți mărunți.